# Ran Laurie
Ran Laurie, né le 6 juin 1915 à Grantchester, Cambridgeshire, Royaume-Uni, mort le 19 septembre 1998 à Hethersett, Comté de Norfolk, est un rameur britannique, qui remporte la médaille d'or en aviron aux Jeux olympiques de 1948 à Londres (en deux sans barreur avec Jack Wilson).
Il est docteur en médecine et le père de l'acteur Hugh Laurie.